# Norsjöfönster
Norsjöfönster (numera Inwido Produktion) är ett företag i Bjurträsk i Norsjö kommun, som producerar fönster i trä. Företaget startades som Erikssons Träindustrier (senare Etri) 1908 av brödraparet Josef och David Eriksson och är idag en del av Sveriges största fönsterkoncern, Inwido, med produktion och försäljning av fönster och dörrar i åtta länder. Koncernen har drygt 3600 anställda och omsätter cirka fem miljarder kronor, varav cirka tre i Sverige.
Produktionen i Bjurträsk lades ner 2015 och sedan 2019 tillverkar husföretaget Grönbo AB bl.a. flerbostadshus, hallar, kontor och hotell i lokalerna.